# Тяптин, Виталий Михайлович
 Виталий Михайлович Тяптин  (1939—2002) — советский рабочий, бригадир комплексной бригады треста «Башуралэнергострой» Министерства энергетики и электрификации СССР, полный кавалер ордена Трудовой Славы (1986).

## Биография
Образование — неполное среднее. После окончания школы фабрично-заводского обучения № 9 (Уфа, 1956) — слесарь производственно-монтажного управления № 5 производственно-наладочного объединения «Авиаспецмонтаж». Затем работал в строительном управлении Уфимских ТЭЦ. С 1973 по 2002 г. — бригадир комплексной бригады треста «Башуралэнергострой».

## Награды
За успехи, достигнутые в выполнении заданий пятилетних планов и принятых социалистических обязательств, В. М. Тяптин награждён орденом Трудовой Славы I (1986), II (1981), III (1975) степени, медалями.